# Vellozia scoparia
Vellozia scoparia är en enhjärtbladig växtart som beskrevs av Goethart och Johannes Jan Theodoor Henrard. Vellozia scoparia ingår i släktet Vellozia och familjen Velloziaceae. Inga underarter finns listade.